# Somanggal Parmonangan
Somanggal Parmonangan is een bestuurslaag in het regentschap Tapanuli Selatan van de provincie Noord-Sumatra, Indonesië. Somanggal Parmonangan telt 678 inwoners (volkstelling 2010).